# Ameiridae
Ameiridae es una familia de copépodos.

## Géneros
- Abnitocrella
- Abscondicola
- Ameira
- Ameiropsis
- Ameiropsyllus
- Anoplosomella
- Antillesia
- Antistygonitocrella
- Archinitocrella
- Biameiropsis
- Cancrincola
- Eduardonitocrella
- Filexilia
- Glabrameira
- Gordanitocrella
- Haifameira
- Hirtaleptomesochra
- Inermipes
- Kimberleynitocrella
- Leptameira
- Leptomesochra
- Limameira
- Lucionitocrella
- Malacopsyllus
- Megastygonitocrella
- Neocancrincola
- Neonitocrella
- Nitocrella
- Nitocrellopsis
- Nitokra
- Novanitocrella
- Paranitocrella
- Parapseudoleptomesochra
- Parevansula
- Praeleptomesochra
- Proameira
- Psammameira
- Psammonitocrella
- Pseudameira
- Pseudoameiropsis
- Pseudoleptomesochra
- Pseudoleptomesochrella
- Psyllocamptus
- Raoleptomesochra
- Reidnitocrella
- Sarsameira
- Sicameira
- Stenocopia
- Stygonitocrella